# All We Love We Leave Behind
All We Love We Leave Behind es el octavo álbum de estudio de la banda de metalcore Converge. Fue lanzado el 9 de octubre de 2012 a través de Epitaph Records. Alcanzando el número 70 en el Billboard 200, fue el disco más exitoso de la banda hasta que en 2017 lanzaron su noveno álbum, The Dusk in Us que alcanzó el número 60 en esa tabla. El álbum fue producido por el guitarrista Kurt Ballou, quien anteriormente ya había producido varios álbumes de Converge. Incluye ilustraciones creadas por el cantante Jacob Bannon. All We Love We Leave Behind no contó con ningún colaborador, a diferencia del álbum anterior Axe to Fall.

## Escritura y grabación
El 1 de enero de 2012, Converge anunció que habían terminado de escribir el álbum. Al día siguiente, Kurt Ballou anunció sus planes a través de su página de Facebook para comenzar a grabar en enero de 2012. El álbum fue grabado y mezclado en el estudio GodCity de Kurt Ballou en Salem, Massachusetts. A diferencia de los últimos álbumes de la banda, All We Love We Leave Behind no contó con colaboradores. El sonido del álbum ha sido descrito como "crudo" y "en vivo". El álbum fue masterizado por Alan Douches, conocido por sus anteriores contribuciones a las grabaciones de Converge, así como también por bandas como Death, The Dillinger Escape Plan y Japandroids. El antiguo baterista de Give Up the Ghost, Alex Garcia-Rivera, fue contratado como técnico de batería.

## Lanzamiento y promoción
All We Love We Leave Behind se anunció por primera vez el 28 de agosto de 2012. Ese mismo día, se lanzó un video musical dirigido por Max Moore para la canción «Aimless Arrow». El 3 de octubre de 2012, el álbum estuvo disponible en Youtube, una semana antes de su lanzamiento oficial. El 17 de abril de 2014, se lanzó un segundo video musical para el álbum, «Precipice/All We Love We Leave Behind», lo que lo convierte en el primer álbum de Converge en tener más de un video musical. All We Love We Leave Behind fue lanzado a través de Epitaph Records el 9 de octubre de 2012, en formato digital y en CD. La edición en vinilo del álbum se lanzó a través del sello discográfico independiente de Jacob Bannon, Deathwish Inc. La edición deluxe vino con tres pistas adicionales: «On My Shield», que originalmente se lanzó como single; «Runaway», que se lanzó originalmente en el split sencillo, Converge / Dropdead; y «No Light Escapes», que fue lanzado originalmente en el split EP, Converge / Napalm Death; e incluyó un libro de tapa dura de 48 páginas que incluía ilustraciones del vocalista Jacob Bannon. La banda hizo una aparición en el FYF Fest de Los Ángeles, el 1 de septiembre de 2012. Luego, después de un breve descanso, la banda comenzó una gira en apoyo al álbum el 12 de octubre de 2012, la banda realizó una gira por los Estados Unidos con Torche, Kvelertak, Nails y Whips/Chains.

## Estilo musical y temática
Bannon dijo: "Todos nuestros álbumes son emocionales, pero creo que este es nuestro álbum más potente hasta la fecha", continúa diciendo. "Para mí, las canciones como 'Predatory Glow' y 'Empty on the Inside' tienen un tono y una resonancia que se comunican de una manera nueva para nuestra banda", agrega, refiriéndose a la capacidad del hecho de que el grupo se ha convertido en mejores compositores. Pasar tanto tiempo en la carretera y en el estudio perfeccionando su oficio. "Para mí, el éxito es crear algo conmovedor y satisfactorio, y realmente siento ambas cosas cuando experimento este álbum de principio a fin".
Converge quería que All We Love We Leave Behind sonara más "orgánico" en comparación con sus lanzamientos anteriores. Esto significa que no hay distorsión artificial, desencadenadores o Auto-Tune en el álbum. Ballou explica, "todo es orgánico, son sonidos reales que capturan la forma en que la banda se presenta en vivo".
Liricalmente Bannon se acercó a All We Love We Leave Behind escribiendo una vez más sobre sus propias experiencias personales, sin embargo, no hay duda de que esta vez sus voces son más directas y descifrables de lo que han sido en el pasado. "Este es un registro personal y todas las canciones cuentan sus propias historias", explica Bannon. "Cada canción está arraigada en la vida real, documentando lo que he experimentado en los últimos años". Correspondientemente, el título del álbum es una carta de disculpa a todo lo que ha tenido que dejar para seguir el camino del arte y la música. Bannon explica que siente que es importante reconocer estos sacrificios para ser "un individuo consciente de sí mismo".

## Recepción

### Recepción de la crítica
All We Love We Leave Behind fue recibido con críticas muy favorables por críticos de música. En Metacritic, que asigna una calificación normalizada de 100 a las críticas de los principales críticos, el álbum recibió una puntuación promedio de 88, según 19 reseñas, lo que indica "aclamación universal". Brandon Stosuy, de Pitchfork Media, le dio al álbum la designación de Mejor Música Nueva y escribió: "Nunca hay un momento aburrido en los 38 minutos de AWLWLB. Es todo un pico". Stosuy continuó: "AWLWLB es un ejemplo de construir y dominar la música que amabas cuando eras más joven, algo que se convirtió en algo más que música, en última instancia, para que tenga la oportunidad de envejecer contigo sin que se vuelva menos vital". Sputnikmusic también elogió el álbum, al escribir "All We Love We Leave Behind es otro logro exitoso para agregar al elogiado canon de Converge. Carece de la novedad para alcanzar las alturas de algunos de sus primeros predecesores, pero continúa clavando clavos en los ataúdes de bandas de hardcore/metal que compiten". David von Bader de Consequence of Sound llamó a All We Love We Leave Behind "[...] otro ejemplo brillante de cómo hacer arte con la agresión", mientras que Tiny Mix Tapes describió el álbum como uno que "atrae el lanzamiento cinético en cada posible de manera irracional y de otro tipo, permitiendo una ventilación sin control como medio para escapar a través de un medio que nunca ha sonado tan atractivo". Jason Heller de The A.V. Club, escribió que si bien el álbum carecía de cohesión en algunos puntos, el álbum "solidifica la posición de Converge como uno de los incondicionales más progresivo y conmovedores del hardcore".
John Calvert de NME, por otro lado, estaba más mezclado con el álbum, escribiendo "[..] [B] e intercambiando firmas de tiempo sin sentido y ráfagas atonales para la fluidez y el rock de estadio, han restado de su miseria anterior".

### Listas
Alcanzó su punto máximo en el número 70 en los Billboard 200, que fue el rendimiento más alto de la banda hasta que The Dusk in Us fue lanzado en 2017.

## Lista de canciones
Todas las letras escritas por Jacob Bannon, toda la música compuesta por Converge. 
| N.º | Título                        | Duración |  |
| 1.  | «Aimless Arrow»               | 2:23     |  |
| 2.  | «Trespasses»                  | 2:43     |  |
| 3.  | «Tender Abuse»                | 1:25     |  |
| 4.  | «Sadness Comes Home»          | 3:12     |  |
| 5.  | «Empty on the Inside»         | 2:29     |  |
| 6.  | «Sparrow's Fall»              | 1:27     |  |
| 7.  | «Glacial Pace»                | 4:25     |  |
| 8.  | «Vicious Muse»                | 1:52     |  |
| 9.  | «Veins and Veils»             | 2:32     |  |
| 10. | «Coral Blue»                  | 4:48     |  |
| 11. | «Shame in the Way»            | 1:57     |  |
| 12. | «Precipice»                   | 1:47     |  |
| 13. | «All We Love We Leave Behind» | 4:07     |  |
| 14. | «Predatory Glow»              | 3:25     |  |

| Deluxe edition |                                    |          |  |
| N.º            | Título                             | Duración |  |
| 1.             | «Aimless Arrow»                    | 2:23     |  |
| 2.             | «Trespasses»                       | 2:43     |  |
| 3.             | «Tender Abuse»                     | 1:25     |  |
| 4.             | «Sadness Comes Home»               | 3:12     |  |
| 5.             | «Empty on the Inside»              | 2:29     |  |
| 6.             | «Sparrow's Fall»                   | 1:27     |  |
| 7.             | «Glacial Pace»                     | 4:25     |  |
| 8.             | «No Light Escapes» (Canción bonus) | 0:51     |  |
| 9.             | «Vicious Muse»                     | 1:52     |  |
| 10.            | «Veins and Veils»                  | 2:32     |  |
| 11.            | «Coral Blue»                       | 4:48     |  |
| 12.            | «Shame in the Way»                 | 1:57     |  |
| 13.            | «On My Shield» (Canción bonus)     | 4:14     |  |
| 14.            | «Precipice»                        | 1:47     |  |
| 15.            | «All We Love We Leave Behind»      | 4:07     |  |
| 16.            | «Runaway» (Canción bonus)          | 2:03     |  |
| 17.            | «Predatory Glow»                   | 3:25     |  |

## Personal
Las siguientes personas contribuyeron a All We Love We Leave Behind:
| Converge - Jacob Bannon: voz, letras - Kurt Ballou: guitarra, coros, teclado, percusión - Nate Newton: bajo, coros - Ben Koller: batería, percusión, coros Personal de grabación - Kurt Ballou: productor, ingeniero, mezcla en GodCity - Alan Douches: masterizado - Alex Garcia-Rivera: tecnología de batería Portada - Jacob Bannon: portada, diseño y ilustraciones |

## Posiciones
| Lista (2012)          | Posición más alta |
| --------------------- | ----------------- |
| Japanese Album Chart  | 126               |
| UK Albums Chart       | 186               |
| US Billboard 200      | 70                |
| US Independent Albums | 16                |
| US Hard Rock Albums   | 9                 |
| US Rock Albums        | 32                |
| US Tastemakers Albums | 13                |